# Amoniti
Amoniti (prema lat. Ammonis cornu: Amonov rog), (Ammonoidea) su izumrli četveroškržni glavonošci, koji su najčešće bili planispiralno savijeni. 

## Građa
Kućica im je podijeljena na nastanjenu komoricu, koja je znatno dulja nego kod nautilida, i phragmocon (zračne komorice). U zračnim komoricama nalaze se plinovi. Njihovom regulacijom borave na određenoj dubini, dok se kreću izbacivanjem mlaza vode kroz lijevak. Zračne komorice su pregrađene septima i kroz njih prolazi sifo koji je naječešće uz vanjski rub zavoja. Za razliku od nautilida koji imaju udubljene septe u odnosu na ušće, amoniti imaju izbočena. Kućice amonita su troslojne, aragonitne. Također imaju i poklopce (aptychus) koji su rožnati ili kalcitni. Vapnenci građeni od tih poklopaca zovu se aptiški vapnenci. Razlikujemo i evolutne i involutne kućice. Involutne kućice ponekad imaju pupak (umbilicus). Septi su iznutra prirasli za stijenku kućice šavovima, vidljivih na vanjskoj strani kućice, koje zovemo lobna linija ili sutura. Njihovim boranjem možemo pratiti evoluciju amonita. Od gonijatine (najslabije borane), preko ceratitne pa do amonitne.
Građom tijela nalik su Nautilusu; obično imaju simetrično spiralno savijene kućice, promjera 0,5 cm do 2,5 m. Kućica je pregrađena klijetkama ispunjenima plinom kako bi životinja, koja je živjela samo u zadnjoj klijetki, lakše plivala. Pregradci (septi) prirasli su o stijenku različito boranim šavovima (tzv. sutura), po kojima se razlikuju pojedine vrste. Živjeli su od devona do kraja krede, brzo se razvijali i raširili, pa su vrlo dobri provodni fosili. Dosad je poznato najmanje 2000 rodova s više od 6000 fosilnih vrsta.

## Razdioba
Red Ammonitida
- Ammonitina
- Acanthoceratina
- Ancyloceratina
- Phylloceratina
- Lytoceratina

Red Goniatitida
- Goniatitina
- Anarcestina
- Clymeniina

Red Ceratitida
- Ceratitina
- Prolecanitina